# Буда (Бледжешть, Бакеу)
Буда (рум. Buda) — село у повіті Бакеу в Румунії. Входить до складу комуни Бледжешть.
Село розташоване на відстані 253 км на північ від Бухареста, 19 км на північний захід від Бакеу, 85 км на південний захід від Ясс, 141 км на північний схід від Брашова.

## Населення
За даними перепису населення 2002 року у селі проживали 2040 осіб. Рідною мовою 2036 осіб (99,8%) назвали румунську.
Національний склад населення села:
| Національність | Кількість осіб | Відсоток |
| -------------- | -------------- | -------- |
| румуни         | 2030           | 99,5%    |
| цигани         | 10             | 0,5%     |